# Вайнберг, Бэлла Ильинична
Бэлла Ильинична Вайнберг (12 декабря 1932, Москва — 8 февраля 2010, Москва) — советский и российский историк, археолог. Доктор исторических наук. Специалист по истории древнего Хорезма.

## Биография
В 1954 году окончила исторический факультет МГУ.
Была ученицей археолога С. П. Толстова. Участвовала в Хорезмской археолого-этнографической экспедиции.
Руководитель ряда археологических отрядов. Автор большого количества публикаций.

## Основные работы
- Б. И. Вайнберг. Монеты древнего Хорезма, М.: Наука, 1977
- История и культура Средней Азии в древности (VII в. до н. э. — VIII в. н. э.): Учеб. пособие. / Б. И. Вайнберг, Б. Я. Ставиский. М.: Наука, 1994
- Б. И. Вайнберг. Этногеография Турана в древности: VII в. до н. э.- VIII в. н. э. Москва: Издательская фирма «Восточная лит-ра» РАН, 1999
- Калалы-гыр 2: Культовый центр в Древнем Хорезме IV—II вв. до н. э. / Отв. ред. Б. И. Вайнберг ; Ин-т этнологии и антропологии им. Н. Н. Миклухо-Маклая; Гос. музей Востока. М.: Вост. лит., 2004